# Governació de Sohag
La governació de Sohag (àrab: محافظة سوهاج, muḥāfaẓat Sūhāj) és una de les governacions o muhàfadhes d'Egipte, situada al centre del país, a les valls del Nil. La seva capital és la ciutat de Sohag. L'any 2006 tenia 3.746.377 habitants.
La governació té 12 ciutats importants: Akhmim, el-Balyana, Dar el-Salam, Girga, Juhayna, el-Mansha, el-Maragha, Sakulta, Sohag, Tahta, Tima, el-Usayrat.
Altres llocs destacables de la goveranció són: Abidos, Apollonos Polis, Beit Khallaf, el-Hawawish, Athribis, Kom Ishqaw, el-Salamuni, Qaw al-Kebir.